# San Julian

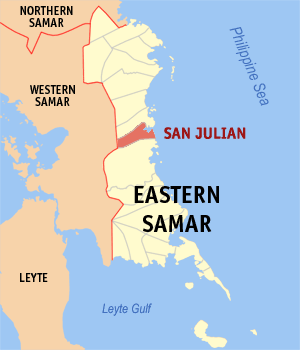
Bản đồ Đông Samar với vị trí của San Julian

San Julian là một đô thị hạng 5 ở tỉnh Đông Samar, Philippines. Theo điều tra dân số năm 2000 của Philipin, đô thị này có dân số 12.383 người trong 2.571 hộ.

## Các đơn vị hành chính
San Julian được chia ra 16 barangay.
- Bunacan
- Campidhan
- Casoroy
- Libas
- Nena (Luna)
- Pagbabangnan
- Barangay số 1
- Barangay số 2

- Barangay số 3
- Barangay số 4
- Barangay số 5
- Barangay số 6
- Putong
- San Isidro
- San Miguel
- Lunang